# کوئنتین بوناردو
کوئنتین بوناردو (انگلیسی: Quentin Beunardeau؛ زادهٔ ۲۷ فوریهٔ ۱۹۹۴) بازیکن فوتبال اهل فرانسه است که به عنوان دروازه‌بان بازی می‌کند.
از باشگاه‌هایی که در آن بازی کرده‌است می‌توان به باشگاه ورزشی آوش، باشگاه فوتبال متس، باشگاه فوتبال نانسی، ای‌اف‌سی توبیز، و باشگاه فوتبال لو مان اشاره کرد.
وی همچنین در تیم‌های ملی فوتبال France national under-16 football team، زیر ۱۷ سال فرانسه، زیر ۱۸ سال فرانسه، زیر ۱۹ سال فرانسه، و زیر ۲۰ سال فرانسه بازی کرده‌است.